# 相模原市立鵜野森中学校
相模原市立鵜野森中学校（さがみはらしりつ うのもりちゅうがっこう）は、神奈川県相模原市南区鵜野森一丁目にある公立中学校。

## 概要
校訓は「明るく、活発に、伸びあう学校」。生徒会キャラクターとして「うのもん」と「もりりん」が制定されている。
市の南東部に位置し、境川を隔てて東京都町田市に隣接する。学区は境川と国道16号に挟まれている。この地はかつて境川の河岸段丘沿いの農村であり、旧国道16号沿いのケヤキの巨木などに往時の面影が見られる。相模原市の発展に伴い、地域の大部分は住宅街となり団地も建設され、JR古淵駅周辺には大型ショッピングセンターが開業した。
「境川」の名はかつて武蔵国と相模国の国境であったことに由来し、現在も概ね東京都と神奈川県の都県境となっている。

### 施設
- 校地面積：19,895m2[4]
  - 校舎 - 普通教室、特別教室、管理諸室[4]
  - 屋外運動場（武道場を含む）[4]
  - プール[4]

### 生徒数・学級数
2021年（令和3年）5月1日現在、生徒数は全学年合計で464人、学級数は全学年合計で15学級となっている。

### 校歌
- 『光、永遠に』 
  - 作詞：篠崎淳之介、作曲：黒澤吉徳[5]
  - 歌詞には武蔵野へ結ぶ絹の道、旧国道16号のケヤキの巨木、丹沢の山々、境川などが歌われている[5]。

### 制服
- 男子は上下紺色のシングル3ボタンのブレザースーツ。ワイシャツは白色、ネクタイは灰色[1]。
- 女子は夏冬とも前開きファスナーのセーラー服。襟は大きめ。プリーツスカートは紺色。
  - 冬服のセーラー服は、襟とタイが灰色で紺色のラインが1本入る。身頃は紺色[1][6]。
  - 夏服のセーラー服は、襟が水色で白色のラインが1本入り、タイやスカーフは付かない。身頃は白色[1][6][7]。東林中学校でもほぼ同じデザインのものを採用している。

相模原市内の公立中学校で、女子制服に夏冬ともセーラー服を採用しているのは鵜野森中学校と東林中学校があるが、冬服のデザインは独特である。私立学校を含めると相模女子大学中学部がある（高等部はブレザー）。
なお、男女に関わらずどちらの制服も着用することができ、上下の組み合わせは基本自由である。(例: 男子がセーラー服とスカート、女子がブレザーとスラックス、セーラー服とスラックス等)
また、男子のネクタイは式典がない限り着用しなくても良い(2024年度時点)

### ジャージ
- 男女ともに白の半袖と黒に青のラインが入ったハーフパンツが基本。防寒としてハーフパンツの青と同じ色の長袖とハーフパンツと同じデザインの長ズボンがある。

体育などの実技科目の授業時に着用。制服の下に着ておくことが基本。休日に部活動で登校する際と、指定された期間中のみジャージでの投稿が可能。以前は名字が目立つ位置に刺繍されていたが、2023年度より目立たない色、位置での刺繍に変更された。

## 沿革
- 1984年（昭和59年）4月1日：相模原市内で26番目の中学校として開校[4]。
- 2014年（平成25年）4月1日：創立30周年を迎える[9]。
- 2023年  (令和5年)    4月1日  : 創立40周年を迎える

## 学区

### 通学区域
- 相模原市南区
  - 鵜野森1丁目、鵜野森2丁目、鵜野森3丁目[10]
  - 古淵1丁目、古淵2丁目、古淵3丁目、古淵4丁目、古淵5丁目、古淵6丁目[10]

### 進学前小学校
- 相模原市南区
  - 相模原市立大野小学校[4][10]
  - 相模原市立鹿島台小学校[4]（一部は相模原市立谷口中学校へ）[10]

## 交通アクセス
JR横浜線古淵駅から徒歩20分。また以下の各駅から神奈川中央交通の路線バスが運行されている。
- 古淵駅 -  相02系統（国道16号経由）相模大野駅北口行、「南警察署前」下車、徒歩3分
- 相模大野駅 - 相02系統 相模原駅南口行、「相模病院入口」下車、徒歩3分
- 町田駅 - 町06系統 グリーンハイツ循環、「鵜野森1丁目」下車、徒歩3分
- 自家用車 - 国道16号「鵜野森」交差点から旧国道16号経由、約15分